# Acerodon
Genre
Le genre Acerodon regroupe plusieurs espèces de chauve-souris de la famille des Pteropodidae que l'on rencontre dans les Philippines et en Indonésie (îles Talaud, Sulawesi et petites îles de la Sonde). Elles sont appelées roussette ou renard volant en français.

## Liste des espèces
- Acerodon celebensis (Peters, 1867) − roussette de Célèbes ou de Sulawesi
- Acerodon humilis (K. Andersen, 1909) − roussette de Talaud
- Acerodon jubatus (Eschscholtz, 1831) − roussette ou renard volant des Philippines
- Acerodon leucotis (Sanborn, 1950) − renard volant de Calamian
- Acerodon lucifer (Elliot, 1896) − roussette de l'Île de Panay
- Acerodon mackloti (Temminck, 1837) − petite roussette de Sunda